# Live Magic
Live Magic is een compilatie-live-album van de rockband Queen. Het is uitgebracht in 1986 even na het beëindigen van de "Magic Tour" op cd, Compact cassette en lp.
Het is opgenomen tijdens concerten in het Wembley Stadion, Knebworth Park, en in het Nepstadion in Boedapest. Later heeft de band van deze tour een registratie van een volledig concert uitgegeven onder de titel Live at Wembley '86 (cd, lp) en Queen Live At Wembley Stadium (dvd).

## Tracklist
1. One Vision (Queen) 5:09
2. Tie Your Mother Down (May) 2:59
3. Seven Seas of Rhye (Mercury) 1:21
4. A Kind Of Magic (Taylor) 5:29
5. Under Pressure (Queen/Bowie) 3:49
6. Another One Bites The Dust (Deacon) 5:50
7. I Want To Break Free (Deacon) 2:40
8. Is This The World We Created...? (Mercury/May) 1:34
9. Bohemian Rhapsody (Mercury) 4:42
10. Hammer To Fall (May) 5:20
11. Radio Ga Ga (Taylor) 4:27
12. We Will Rock You (May) 1:33
13. Friends Will Be Friends (Mercury/Deacon) 1:09
14. We Are The Champions (Mercury) 2:01
15. God Save The Queen (Trad. Arr. May) 1:19